# Chantal Škamlová
Chantal Škamlová (4 september 1993) is een tennisspeelster uit Slowakije.
Škamlová begon op zevenjarige leeftijd met het spelen van tennis. In 2010 won zij samen met Jana Cepelova het meisjesdubbelspeltoernooi van het Australian Open.
In 2010 behaalde ze de zilveren medaille op het dubbelspel van de Olympische Jeugdzomerspelen. 